# Polystachya micrantha
Polystachya micrantha är en orkidéart som beskrevs av Rudolf Schlechter. Polystachya micrantha ingår i släktet Polystachya och familjen orkidéer. Inga underarter finns listade i Catalogue of Life.